# Thiembronne
Thiembronne é uma comuna francesa na região administrativa de Altos da França, no departamento de Pas-de-Calais. Estende-se por uma área de 22,82 km². Em 2010 a comuna tinha 826 habitantes (densidade: 36,2 hab./km²).